# ジロ・デ・イタリア 2011
ジロ・デ・イタリア 2011 (Giro d'Italia 2011) は、ジロ・デ・イタリアの94回目のレース。2011年5月7日から29日まで行われた。

## 出場チーム
太字はUCIプロチーム
中字はプロフェッショナルコンチネンタルチーム
選手名が斜字の選手は新人賞対象選手（1986年1月1日以降生まれの選手）。

- 3月7日に23の出場チームが発表された。合計出場選手がUCIの規則である上限の200名を超える207名となるが、UCIは特別にこれを許可している。[2]
- 前年優勝者のイヴァン・バッソは出場しないため、ゼッケンは基本的にチームのABC順になり、ステファノ・ガルゼッリが1番に。ただしイタリア建国150周年記念大会と言うことで、現イタリアロードチャンピオンのジョバンニ・ヴィスコンティがゼッケン150番と普通使われない番号を与えられている。
- 最終順位欄、「DNS」は該当ステージ出走せず、「DNF」は該当ステージ途中棄権、「HD」は該当ステージタイムオーバー。

| アクア・エ・サポーネ |                                |          |
| No.                  | 選手名                         | 最終順位 |
| 1                    | ステファノ・ガルゼッリ         | 26       |
| 2                    | マッシモ・コドル               | 32       |
| 3                    | クラウディオ・コリオーニ       | 150      |
| 4                    | カルロス・ベタンクール         | 59       |
| 5                    | ルッジェーロ・マルツォーリ     | 118      |
| 6                    | ウラディミル・ミホリェヴィチュ | 31       |
| 7                    | ダニーロ・ナポリターノ         | 11･DNF   |
| 8                    | カイエタノ・サルミエント       | 33       |
| 9                    | ファビオ・トボッレ             | 98       |

| AG2R・ラ・モンディアル |                            |          |
| No.                    | 選手名                     | 最終順位 |
| 11                     | リナルド・ノチェンティーニ | 70       |
| 12                     | ジュリアン・ベラール       | 123      |
| 13                     | ミカエル・シェレル         | 62       |
| 14                     | シリル・デセル             | 99       |
| 15                     | ユベール・デュポン         | 12       |
| 16                     | ジョン・ガドレ             | 3        |
| 17                     | ベン・ガスタウアー         | 88       |
| 18                     | ユリー・クリヴツォフ       | 119      |
| 19                     | マッテオ・モンタグティ     | 77       |

| アンドローニ・ジョカットーリ |                            |          |
| No.                          | 選手名                     | 最終順位 |
| 21                           | ホセ・セルパ               | 52       |
| 22                           | エマヌエーレ・セッラ       | 35       |
| 23                           | ホセ・ルハノ               | 7        |
| 24                           | アレッサンドロ・デ・マルキ | 109      |
| 25                           | ジャイロ・エルメティ       | 144      |
| 26                           | ロベルト・フェッラーリ     | 143      |
| 27                           | カルロス・オチョア         | 65       |
| 28                           | ハクソン・ロドリゲス       | 9・DNF   |
| 29                           | アンヘル・ビシオソ         | 71       |

| BMC・レーシングチーム |                            |          |
| No.                   | 選手名                     | 最終順位 |
| 31                    | クリス・バートン           | 5・DNF   |
| 32                    | チャド・ベイヤー           | 152      |
| 33                    | マティアス・フランク       | 85       |
| 34                    | マルティン・コーラー       | 13･DNF   |
| 35                    | アレクサンダー・クリストフ | 157      |
| 36                    | クリス・バトラー           | 9・DNS   |
| 37                    | ヨハン・チョップ           | 16       |
| 38                    | ダニーロ・ウィス           | 126      |
| 39                    | ジーモン・ツァーナー       | 131      |

| コルナゴ - CSF・イノックス |                              |          |
| No.                        | 選手名                       | 最終順位 |
| 41                         | ドメニコ・ポッツォヴィーヴォ | 15･DNF   |
| 42                         | マヌエル・ベッレッティ       | 13･DNS   |
| 43                         | サシャ・モドロ               | 13･DNF   |
| 44                         | ステファノ・ピラッツィ       | 61       |
| 45                         | フィリッポ・サヴィーニ       | 19･DNF   |
| 46                         | フェデリコ・カヌーティ       | 94       |
| 47                         | シモーネ・ストルトーニ       | 80       |
| 48                         | ジャンルカ・ブランビッラ     | 95       |
| 49                         | マルコ・フラッポルティ       | 132      |

| エウスカルテル・エウスカディ |                          |          |
| No.                          | 選手名                   | 最終順位 |
| 51                           | イゴル・アントン         | 18       |
| 52                           | ダニエル・セスマ         | 149      |
| 53                           | ミゲル・ミンゲス         | 135      |
| 54                           | イニャキ・イサシ         | 63       |
| 55                           | ピエール・カゾー         | 124      |
| 56                           | ハビエル・アラメンディア | 115      |
| 57                           | ホルヘ・アサンサ         | 68       |
| 58                           | フアン・ホセ・オロス     | 15･DNF   |
| 59                           | ミケル・ニエベ           | 11       |

| ジェオックス・TMC |                        |          |
| No.               | 選手名                 | 最終順位 |
| 61                | デニス・メンショフ     | 8        |
| 62                | カルロス・サストレ     | 30       |
| 63                | マルセル・ウィス       | 34       |
| 64                | ダビ・ブランコ         | 66       |
| 65                | ジャンパオロ・ケウーラ | 97       |
| 66                | ドミトリ・コゾンチュク | 75       |
| 67                | ファビオ・ドゥアルテ   | 8・DNF   |
| 68                | マウリシオ・アルディラ | 122      |
| 69                | ラファエル・バユス     | 14･DNF   |

| チーム・HTC - ハイロード |                              |          |
| No.                      | 選手名                       | 最終順位 |
| 71                       | マーク・カヴェンディッシュ   | 13･DNS   |
| 72                       | マルコ・ピノッティ           | 19･DNF   |
| 73                       | パトリック・グレチュ         | 138      |
| 74                       | クレイグ・ルイス             | 19･DNF   |
| 75                       | ラース・バク                 | 127      |
| 76                       | フランティシェク・ラボニ     | 15･DNF   |
| 77                       | アレックス・ラスムセン       | 154      |
| 78                       | マーク・レンショー           | 13･DNS   |
| 79                       | カンスタンツィン・シウツォウ | 10       |

| チーム・カチューシャ |                                    |          |
| No.                  | 選手名                             | 最終順位 |
| 81                   | ホアキン・ロドリゲス               | 4        |
| 82                   | ダニーロ・ディ・ルーカ             | 69       |
| 83                   | パヴェル・ブルット                 | 128      |
| 84                   | ジャンパオロ・カルーゾ             | 42       |
| 85                   | ダニエル・モレノ                   | 29       |
| 86                   | エドゥアルド・ヴォルガノフ         | 37       |
| 87                   | アルベルト・ロサダ                 | 55       |
| 88                   | ホアン・オラチ                     | 53       |
| 89                   | アリャクサンドル・クチュインスキー | 90       |

| ランプレ・ISD |                                    |          |
| No.           | 選手名                             | 最終順位 |
| 91            | ミケーレ・スカルポーニ             | 1        |
| 92            | アレッサンドロ・ペタッキ           | 15･DNS   |
| 93            | マルコ・マルツァーノ               | 15･DNF   |
| 94            | ディエゴ・ウリッシ                 | 41       |
| 95            | ダニーロ・ホンド                   | 13･DNS   |
| 96            | プジェムィスワフ・ニエミエツ       | 40       |
| 97            | アレッサンドロ・スペツィアレッティ | 107      |
| 98            | ダニエーレ・リーギ                 | 125      |
| 99            | シモン・シュピラック               | 117      |

| レオパルド・トレック |                          |          |
| No.                  | 選手名                   | 最終順位 |
| 101                  | ブリス・フェイユ         | 5・DNS   |
| 102                  | ドミニク・クレメ         | 5・DNS   |
| 103                  | トーマス・ローレッガー   | 5・DNS   |
| 104                  | トム・スタムスナイダー   | 5・DNS   |
| 105                  | ブルーノ・ピレス         | 5・DNS   |
| 106                  | ダヴィデ・ヴィガノ       | 5・DNS   |
| 107                  | ファビアン・ヴェークマン | 5・DNS   |
| 108                  | ワウテル・ウェイラント   | 3・DNF   |
| 109                  | オリヴァー・ツァウグ     | 5・DNS   |

| リクイガス・キャノンデール |                                |          |
| No.                        | 選手名                         | 最終順位 |
| 111                        | ヴィンチェンツォ・ニバリ       | 2        |
| 112                        | ヴァレリオ・アニョーリ         | 83       |
| 113                        | エロス・カペッキ               | 60       |
| 114                        | アラン・マランゴーニ           | 142      |
| 115                        | ティツィアーノ・ダッラントニア | 139      |
| 116                        | ファビオ・サバティーニ         | 104      |
| 117                        | クリスティアーノ・サレルノ     | 57       |
| 118                        | スィルヴェステル・シュムィド   | 82       |
| 119                        | アレッサンドロ・ヴァノッティ   | 73       |

| チーム・モビスター |                          |          |
| No.                | 選手名                   | 最終順位 |
| 121                | ダビ・アロヨ             | 14       |
| 122                | ヴァシリ・キリエンカ     | 25       |
| 123                | イグナタス・コノワロワス | 102      |
| 124                | カルロス・オヤルスン     | 112      |
| 125                | パブロ・ラストラス       | 38       |
| 126                | セルヒオ・パルディリャ   | 48       |
| 127                | ルイス・パサモンテス     | 51       |
| 128                | ブラニスラウ・サモイラウ | 46       |
| 129                | フランシスコ・ベントソ   | 13･DNS   |

| オメガファーマ・ロット |                          |          |
| No.                    | 選手名                   | 最終順位 |
| 131                    | ヤン・バケランツ         | 23       |
| 132                    | アダム・ブライス         | 10･DNF   |
| 133                    | フランシス・デ・フレーフ | 24       |
| 134                    | バルト・デ・クレルク     | 27       |
| 135                    | ヘルト・ドックス         | 96       |
| 136                    | オリヴィエ・カイセン     | 141      |
| 137                    | セバスティアン・ラング   | 56       |
| 138                    | ユシ・ヴァイカネン       | 120      |
| 139                    | クラース・ロデウェイク   | 147      |

| アスタナ・チーム |                                |          |
| No.              | 選手名                         | 最終順位 |
| 141              | ロマン・クロイツィガー         | 5        |
| 142              | パオロ・ティラロンゴ           | 19       |
| 143              | フランチェスコ・マシャレッリ   | 17･DNS   |
| 144              | ロベルト・キセルロヴスキ       | 43       |
| 145              | マクシム・グロフ               | 151      |
| 146              | ホセプ・フフレ                 | 74       |
| 147              | アレクサンドル・ディアチェンコ | 111      |
| 148              | エフゲニー・ペトロフ           | 39       |
| 149              | ゴラズド・シュタンゲリ         | 86       |

| ファルネーゼ・ヴィーニ - ネーリ・ソットーリ |                              |          |
| No.                                         | 選手名                       | 最終順位 |
| 150                                         | ジョヴァンニ・ヴィスコンティ | 49       |
| 151                                         | フランチェスコ・ファイッリ   | 5・DNF   |
| 152                                         | レオナルド・ジョルダーニ     | 114      |
| 153                                         | オスカル・ガット             | 105      |
| 154                                         | マッテオ・ラボッティーニ     | 113      |
| 155                                         | ルカ・マッツァンティ         | 103      |
| 156                                         | エリア・ファヴィッリ         | 158      |
| 157                                         | アンドレア・ノエ             | 14･DNF   |
| 158                                         | ダヴィデ・リッチ             | 148      |

| クイックステップ |                                |          |
| No.              | 選手名                         | 最終順位 |
| 161              | フランチェスコ・キッキ         | 14･DNF   |
| 162              | ダリオ・カタルド               | 13       |
| 163              | ゲラルト・ツィオレック         | 13･DNF   |
| 164              | フランチェスコ・レダ           | 134      |
| 165              | アディ・エンヘルス             | 110      |
| 166              | ダヴィデ・マラカルネ           | 146      |
| 167              | ジェローム・ピノー             | 84       |
| 168              | ケヴィン・セールドラーイエルス | 50       |
| 169              | クリストフ・ファンデワル       | 93       |

| ラボバンク |                                |          |
| No.        | 選手名                         | 最終順位 |
| 171        | グレーム・ブラウン             | 9・HD    |
| 172        | リック・フレンス               | 155      |
| 173        | ステヴェン・クリュイスウェイク | 9        |
| 174        | ステフ・クレメント             | 108      |
| 175        | トム・スラフター               | 5・DNF   |
| 176        | ブラム・タンキンク             | 36       |
| 177        | ヨス・ファン・エムデン         | 159      |
| 178        | デニス・ファン・ウィンデン     | 121      |
| 179        | ピーター・ウェーニング         | 45       |

| チーム・サクソバンク - サンガード |                            |          |
| No.                               | 選手名                     | 最終順位 |
| 181                               | アルベルト・コンタドール   | 順位剥奪 |
| 182                               | ローラン・ディディエ       | 130      |
| 183                               | ヴォロディミル・グストフ   | 72       |
| 184                               | ヘスス・エスナンデス       | 28       |
| 185                               | カスパー・クロスターガード | 153      |
| 186                               | リッチー・ポート           | 81       |
| 187                               | ダニエル・ナバロ           | 44       |
| 188                               | マッテオ・トザット         | 136      |
| 189                               | ミカエル・メルケフ         | 156      |

| チーム・スカイ |                          |          |
| No.            | 選手名                   | 最終順位 |
| 191            | トーマス・ルヴクヴィスト | 21       |
| 192            | マイケル・バリー         | 54       |
| 193            | キェル・カルストルム     | 133      |
| 194            | ダリオ・チオーニ         | 76       |
| 195            | ラッセル・ダウニング     | 140      |
| 196            | ダヴィデ・アッポッロニオ | 13・DNF  |
| 197            | ラース・ノードハウグ     | 92       |
| 198            | ピーター・クナウフ       | 87       |
| 199            | モッリス・ポッソーニ     | 79       |

| ガーミン・サーヴェロ |                          |          |
| No.                  | 選手名                   | 最終順位 |
| 201                  | タイラー・ファーラー     | 5・DNS   |
| 202                  | ブレット・ランカスター   | 15・DNF  |
| 203                  | トーマス・ピーターソン   | 89       |
| 204                  | ムリロ・フィスシャー     | 17・DNF  |
| 205                  | クリストフ・ル・メヴェル | 15       |
| 206                  | キャメロン・マイヤー     | 137      |
| 207                  | デヴィッド・ミラー       | 100      |
| 208                  | ピーター・スティーティナ | 22       |
| 209                  | マシュー・ウィルソン     | 17・DNF  |

| チーム・レディオシャック |                          |          |
| No.                      | 選手名                   | 最終順位 |
| 211                      | ティアゴ・マシャド       | 20       |
| 212                      | ヤロスラフ・ポポヴィッチ | 64       |
| 213                      | ロビー・マキュアン       | 9・HD    |
| 214                      | 別府史之                 | 67       |
| 215                      | マヌエル・カルドゾ       | 15・DNF  |
| 216                      | フィリップ・デニャン     | 47       |
| 217                      | ロバート・ハンター       | 15・DNS  |
| 218                      | イヴァン・ロヴニー       | 78       |
| 219                      | ビヨーン・セランダー     | 129      |

| \| ヴァカンソレイユ・DCM \| \| \| \| No. \| 選手名 \| 最終順位 \| \| 221 \| マッテオ・カッラーラ \| 17 \| \| 222 \| ボルト・ボジチュ \| 11・DNF \| \| 223 \| マクシム・ベルコフ \| 101 \| \| 224 \| ミハウ・ゴワス \| 16・DNS \| \| 225 \| ジョニー・ホーヘルラント \| 58 \| \| 226 \| セルゲイ・ラグティン \| 91 \| \| 227 \| アルベルト・オンガラート \| 145 \| \| 228 \| ミルコ・セルヴァッジ \| 116 \| \| 229 \| フレデリック・フヘレン \| 106 \| |                          |          |
| ヴァカンソレイユ・DCM |                          |          |
| No. | 選手名                   | 最終順位 |
| 221 | マッテオ・カッラーラ     | 17       |
| 222 | ボルト・ボジチュ         | 11・DNF  |
| 223 | マクシム・ベルコフ       | 101      |
| 224 | ミハウ・ゴワス           | 16・DNS  |
| 225 | ジョニー・ホーヘルラント | 58       |
| 226 | セルゲイ・ラグティン     | 91       |
| 227 | アルベルト・オンガラート | 145      |
| 228 | ミルコ・セルヴァッジ     | 116      |
| 229 | フレデリック・フヘレン   | 106      |

## 今大会の概要

### プレビュー

#### コース
- 今年はイタリア統一150周年を記念し、グランデパールを当時の首都トリノが務めることとなった。そこから反時計回りでイタリアを1周。そしてゴール地は2008年以来3年ぶりの現首都ミラノとなった。同時に初日のチームタイムトライアルも2009年以来2年ぶりに設定された。

- 第5ステージに昨年に引き続きストラーデ・ビアンケ（白い道）こと未舗装山岳、クローチェ・ディ・フィギーネが登場。今大会では第14ステージのジロ初登場となるモンテ・クロスティスの下りが一部未舗装、翌第15ステージのゴール地ヴァル・ディ・ファッサもゴール前数百mが未舗装、第20ステージに頂上手前の7.9kmが未舗装の2005年以来2度目の登場となるフィネストレ峠が登場するなど、多数の未舗装区間が設定された。

- 最初の頂上ゴールは第7ステージのモンテヴェルジネ・ディ・メルコリアーノ。続いて第9ステージのエトナ火山。今でも活火山として時折噴火する[6]この山を1631mまで上り、いったん駆け下りてから1904mまで駆け上がるというハードなレイアウト。一番低いところからの獲得標高は1770m、登坂距離は36.7kmと総合争いを一気に絞り込む1日となった。

- 休息日と比較的難易度の低い3ステージを挟み、第13ステージからは頂上ゴール3連戦を含め最終日までに頂上ゴールが6つ登場する。第13ステージはオーストリアのグロースグロックナー、第14ステージは昨年も登場した地獄の釜として知られるモンテ・ゾンコランがゴール。第15ステージではチマ・コッピとなるジャウ峠を通過後2000m級の山をもう一つ越えガルデッチャ／ヴァル・ディ・ファッサにゴールする獲得標高差6300mを超える極めて過酷なステージ。

- 休息日明けの第16ステージはネヴェガル山への山岳個人TT。最大傾斜14%、距離12.67kmと昨年登場したプラン・デ・コローネスよりは難易度は低いが、総合戦線を大きく左右する1日となった。第17・18ステージはドロミテ山塊からアルプス山岳への移動ステージだが、2日とも峠を越えるハードな日程。

- 第19・第20ステージは最後の頂上ゴール2連戦。第19ステージのマクニャーガはカテゴリー3級と難易度は低いが登坂距離は30km近い。翌第20ステージは前述のフィネストレ峠の後、セストリエーレにゴールする。

- 最終日は4年連続となる個人TT。距離が31.5km（後に26kmに短縮）と、比較的長めとなっていた。

- また、今大会において平坦ステージは僅かに5つしか存在せず、その平坦ステージにおいてもゴール前が癖のあるプロフィールとなっているステージが多かった。

#### 主な顔ぶれ
- 昨年王者イヴァン・バッソ（リクイガス・キャノンデール）は、今シーズンはツール・ド・フランスに専念する意思を固めたために不参加。これにより、3年連続で前年王者の欠場となった。一方、昨年総合2位ダビ・アロヨ（モビスター）、同3位で昨年のブエルタ覇者のヴィンチェンツォ・ニバリ（リクイガス・キャノンデール）が出場。

- 歴代総合優勝者では、2000年王者のステファノ・ガルゼッリ（アクア・エ・サポーネ）、2007年王者のダニーロ・ディルーカ（チーム・カチューシャ）、3年ぶりの出場となる2008年王者のアルベルト・コンタドール（チーム・サクソバンク - サンガード）、2年ぶり出場の2009年王者のデニス・メンショフ（ジェオックス・TMC）が出場。

- その他、昨年総合4位で、前哨戦となったジロ・デル・トレンティーノで総合優勝を果たしたミケーレ・スカルポーニ（ランプレ・ISD）、イゴル・アントン（エウスカルテル・エウスカディ）、ジロ初出場となるロマン・クロイツィガー（アスタナ)などが参加。

- また、別府史之（チーム・レディオシャック）がジロ・デ・イタリア初参加。基本的に、グランツール初出場となるティアゴ・マシャドやヤロスラフ・ポポヴィッチ、ロビー・マキュアン等のアシスト役に徹することになった[7]。

- 一方、前述の通り平坦ステージが少ないため、スプリンターには厳しい大会となった。マーク・カヴェンディッシュ（チーム・HTC-ハイロード）、アレサンドロ・ペタッキ（ランプレ・ISD）、タイラー・ファーラー（ガーミン・サーヴェロ）、ロビー・マキュアン（チーム・レディオシャック）などが参加したが、これらの面々は皆完走していない。

- 4月21日に発表されたスタートリストには名前が上がっていたが、その後諸々の事情により参加できなくなった選手もいた。ダニエーレ・ベンナーティ（レオパード・トレック）は、直前のツール・ド・ロマンディにて落車に巻き込まれ鎖骨と肋骨を骨折という重傷に見舞われてしまい欠場。同じくテオ・ボス（ラボバンク）も呼吸器疾患のため欠場となった。また、アレッサンドロ・バッラン（BMC・レーシングチーム）、マルツィオ・ブルセギン（モビスター）等は、「マントヴァ・ドーピング」にかかる影響の問題もあり、参加を見送られた[8]。

### レース概要
- 2年ぶりの開幕チームタイムトライアルはその2年前のチームTTも制しているチーム・HTC - ハイロードが優勝。マリア・ローザはマルコ・ピノッティが獲得した。第2ステージではマーク・カヴェンディッシュ（チーム・HTC - ハイロード）の後ろから仕掛けたアレサンドロ・ペタッキ（ランプレ・ISD）がジロ2年ぶりのステージ優勝。マリア・ローザはカヴェンディッシュの元へ。

- 第3ステージでは最後の4級山岳で飛び出したアンヘル・ビシオソ（アンドローニ・ジョカトーリ）が小集団スプリントを制した。デヴィッド・ミラー（ガーミン・サーヴェロ）がマリア・ローザを獲得したが、3級山岳ボッコ峠の下りでワウテル・ウェイラント（レオパルド・トレック）が落車で落命。この為、この日の表彰式は全てキャンセルされた。翌第4ステージは追悼走行となり、最後はレオパルド・トレックとウェイラントとの親交が深かったタイラー・ファーラー（ガーミン・サーヴェロ）が横一線でゴールラインを越えた。その後レオパルド・トレックとファーラーは大会を去っている。

- 第5ステージからレースが再開。未舗装路で落車やトラブルが続発する中で絶好の飛び出しを見せたピーター・ウェーニング（ラボバンク）がステージ優勝、さらにマリア・ローザも獲得した。第6ステージは上りスプリントでフランシスコ・ベントソ（モビスター）が勝利。

- 最初の頂上ゴールとなった第7ステージは残り7kmで飛び出したバルト・デ・クレルク（オメガファーマ・ロット）が集団の猛追を半車身差で凌いでのステージ優勝。有力選手では大きく遅れる選手は無し。第8ステージでは最後の急坂で飛び出したオスカル・ガット（ファルネーゼ・ヴィーニ - ネーリ・ソットーリ）が勝利。同じ急坂で奇襲を見せたアルベルト・コンタドール（チーム・サクソバンク - サンガード）はライバルから17秒を稼ぎ出した。前半最大の勝負所となるエトナ火山ゴールの第9ステージは、そのコンタドールがホセ・ルハノ（アンドローニ・ジョカトーリ）との一騎討ちを制し、マリア・ローザも手中に収めた。

- 第10ステージは久々の大集団スプリントとなりカヴェンディッシュが第2ステージのリベンジを達成。第11ステージはラスト500mを切って爆発的な飛び出しを見せたジョン・ガドレ（AG2R・ラ・モンディアル）が自身初のグランツールステージ優勝。第12ステージは、カヴェンディッシュが貫禄のスプリントで2勝目。平坦ステージはここで終りを告げ、カヴェンディッシュやペタッキ等有力スプリンターは翌第13ステージに出走しなかった。

- 本格的なマリア・ローザ争いの始まりを告げる第13ステージは、またもコンタドールとルハノの一騎討ちとなったが、今度はコンタドールがルハノにステージ優勝を譲っている。モンテ・ゾンコランがゴールの続く第14ステージは、レース前日から当日にかけてコースが2度変更されるという混乱の中、イゴル・アントン（エウスカルテル・エウスカディ）がステージ優勝。獲得標高差が6300mを超える第15ステージはミケル・ニエベ（エウスカルテル・エウスカディ）が制し、チーム2連勝。この時点でコンタドールと2位以下の差は4分を超え、コンタドールに大きなミスが無い限り逆転は困難な情勢に。そのコンタドールは休息日明けの第16ステージ・山岳個人TTも制して、2位以下とのタイム差をさらに拡大した。

- 第17ステージと第18ステージは大逃げ容認となりディエゴ・ウリッシ（ランプレ・ISD）とエロス・カペッキ（リクイガス・キャノンデール）がそれぞれステージ優勝した。第17ステージではジョヴァンニ・ヴィスコンティ（ファルネーゼ・ヴィーニ - ネーリ・ソットーリ）が危険行為で降着となる一幕もあった。

- 第19・第20ステージは最後の頂上ゴール2連戦となったが、総合争いは大きくは動かず。パオロ・ティラロンゴ（アスタナ・チーム）とヴァシル・キリエンカ（チーム・モビスター）がそれぞれステージ優勝を挙げた。

- 最終第21ステージ、ミラノでの個人タイムトライアルデヴィッド・ミラーが制した。最終的にコンタドールと2位ミケーレ・スカルポーニ（ランプレ・ISD）とのタイム差は6分を超え、大差での決着となった。

### レビュー
- 2008年以来2度目の出場となったアルベルト・コンタドール（チーム・サクソバンク - サンガード）が2度目のマリア・ローザ獲得を果たしたかに見えたが、2012年2月6日、スポーツ仲裁裁判所(CAS)により2011年1月25日から2012年8月4日までの出場停止処分を受け、この大会は「出場停止期間」となるため、総合成績をはじめとする全ての順位を剥奪され、このジロのマリア・ローザも没収された。2010年ツールでのドーピング疑惑が未だ解決していなかっただけに、裁定如何では今回のタイトルにも何らかの影響を与える可能性があった。コンタドールは第9ステージでマリア・ローザも奪取、第16ステージの山岳個人TTを制するなど、総合2位ミケーレ・スカルポーニ（ランプレ・ISD）に6分10秒の大差を付ける圧勝だったが、これらもすべて「偽りの成績」として扱われることとなった。

- スカルポーニは昨年の総合4位を上回り、自身初の表彰台。後に繰り上げにより総合優勝となった。ヴィンチェンツォ・ニバリ（リクイガス・キャノンデール）は総合2位で2年連続の表彰台となった。

- ジョン・ガドレ（AG2R・ラ・モンディアル）がステージ1勝・総合3位と健闘。フランス人選手がグランツールで総合5位以内に入るのは2000年ツールでのクリストフ・モロー（当時フェスティナ）の総合4位以来となる。チームメイトのユベール・デュポンも総合12位に入っている。

- 2005年に総合3位で表彰台に上がっているホセ・ルハノ（アンドローニ・ジョカトーリ）が総合6位、第13ステージでコンタドールとの一騎討ちを制するなど、久々に元気な姿を見せた。

- 2007年以来のジロ出場となったエウスカルテル・エウスカディは第14ステージをイゴル・アントン、第15ステージをミケル・ニエベが制するなどドロミテ山塊で活躍を見せた。しかし、両者とも第3週に入って順位を下げてしまい総合トップ10入りはならなかった。

- この他、有力選手ではホアキン・ロドリゲス（チーム・カチューシャ）が総合5位、デニス・メンショフ（ジェオックス・TMC）が総合8位に入っている。昨年総合2位のダビ・アロヨ（チーム・モビスター）は後半に崩れて総合14位に終わった。

- 戦前からスプリンターの活躍できるステージは少ないと予想されていたが、結局大集団でのゴールスプリントとなったステージは第2、10、12の僅か3ステージにとどまった。第2ステージではアレサンドロ・ペタッキ（ランプレ・ISD）がマーク・カヴェンディッシュ（チーム・HTC - ハイロード）の背後から飛び出すという2009年の同ステージと似た構図でペタッキが勝利したが、第10ステージでは逆にペタッキの背後からカヴェンディッシュが飛び出してリベンジ達成。第12ステージでは磐石のトレインからカヴェンディッシュが圧勝した。この他第6ステージは中集団でのスプリント勝負をフランシスコ・ベントソ（チーム・モビスター）が制している。結局ペタッキ、カヴェンディッシュ等多くのスプリンターは最後の平坦ステージとなった第12ステージでリタイアしている。

- 結局マリア・ロッソ・パッショーネも繰り上げによりスカルポーニが獲得した。トップ10を見てもスプリンターと言える選手は9位のロベルト・フェッラーリ（アンドローニ・ジョカトーリ）くらいで、3年連続でスプリンターではない選手がジャージを獲得することとなった。尚、ポイント賞と総合優勝のダブル獲得は2009年のメンショフ以来となる[9]。

- マリア・ヴェルデはステファノ・ガルゼッリ（アクア & サポーネ）が2回目の獲得。チマ・コッピを通過する第15ステージで大量にポイントを稼ぎ、コンタドールの3賞独占を9ポイント差で阻止した。

- マリア・ビアンカはロマン・クロイツィガー（アスタナ・チーム）が獲得。大会を通じてステヴェン・クリュイスウェイク（ラボバンク）との接戦となり、何度か危ない場面も見受けられたものの、第9ステージからジャージを守り抜いた。総合では6位（クリュイスウェイクは9位）。

- イタリア統一150周年記念大会ということもあり、150番という特別なゼッケンを着用して大会に臨んだ現イタリアロードチャンピオンのジョヴァンニ・ヴィスコンティ（ファルネーゼ・ヴィーニ - ネーリ・ソットーリ）は膝の故障に苦しみ、第17ステージで1位入線も降着[10]となるなど、大会を通じて良い結果を残すことが出来なかった。

- ジロ初出場となった別府史之（チーム・レディオシャック）は、第10ステージで逃げに乗って見せ場を作り、総合66位で完走。新城幸也に続くジロ・ツールの完走達成者となった。

- 前述の通りワウテル・ウェイラント（レオパルド・トレック）が第3ステージ・ボッコ峠の下りで落車して顔面を強打、心肺蘇生措置の甲斐なく死去した。グランツールでの死亡事故は1995年ツールでのファビオ・カサルテッリの事故以来となる。この為第4ステージは前述の通り追悼走行に、レオパルド・トレック及びウェイラントと親交の深かったタイラー・ファーラー（ガーミン・サーヴェロ）が大会から撤退するという結果となった。その後、ウェイラントの着用していたゼッケン108番が永久欠番となることが発表された[11]。この他にも第5ステージではトム・スラフター（ラボバンク）が顔面を強打し下顎骨折、第19ステージではクレイグ・ルイス（チーム・HTC - ハイロード）が大腿骨骨折の重傷を負うなど大きな事故の目立った大会となった。又、大会とは直接関係はないものの昨年のジロに出場していたシャビエル・トンド（チーム・モビスター）が第2休息日に不慮の事故で急逝、この為第16ステージ開始前に1分間の黙祷が捧げられている。

- 昨年以上に難易度の高いコース設定、レオパルド・トレックの大会撤退、スプリンターの大量リタイアなどもあったが、出場207選手中、完走159選手と昨年に比べ完走選手数・完走率共に上昇する結果となった。尚、総合最下位はヨス・ファン・エムデン（ラボバンク）だった。

## 日程
| 区間 | 日   | 行程                                                | km     | 特徴                        | 区間優勝                   | 総合首位                   | ポイント賞               | 山岳賞                   | 新人賞                         |
| ---- | ---- | --------------------------------------------------- | ------ | --------------------------- | -------------------------- | -------------------------- | ------------------------ | ------------------------ | ------------------------------ |
| 1    | 5/7  | ヴェナリーア・レアーレ － トリノ                    | 19.3   | チームタイムトライアル 平坦 | チーム・HTC - ハイロード   | マルコ・ピノッティ         |                          |                          | ビヨン・セランダー             |
| 2    | 5/8  | アルバ － パルマ                                    | 244.0  | 平坦                        | アレサンドロ・ペタッキ     | マーク・カヴェンディッシュ | アレサンドロ・ペタッキ   | セバスティアン・ラング   | ビヨン・セランダー             |
| 3    | 5/9  | レッジョ・エミリア － ラパッロ                      | 173.0  | 平坦                        | アンヘル・ビシオソ         | デヴィッド・ミラー         | アレサンドロ・ペタッキ   | ジャンルカ・ブランビッラ | ヤン・バケランツ               |
| 4    | 5/10 | クアルト・デイ・ミッレ － リヴォルノ                | 216.0  | 中級山岳                    | 追悼区間のため該当者なし   | デヴィッド・ミラー         | アレサンドロ・ペタッキ   | ジャンルカ・ブランビッラ | ヤン・バケランツ               |
| 5    | 5/11 | ピオンビーノ － オルヴィエート                      | 191.0  | 中級山岳                    | ピーター・ウェーニング     | ピーター・ウェーニング     | アレサンドロ・ペタッキ   | マルティン・コーラー     | ステヴェン・クリュイスウェイク |
| 6    | 5/12 | オルヴィエート － フィウッジ                        | 216.0  | 中級山岳                    | フランシスコ・ベントソ     | ピーター・ウェーニング     | アレサンドロ・ペタッキ   | マルティン・コーラー     | ステヴェン・クリュイスウェイク |
| 7    | 5/13 | マッダローニ － メルコリアーノ                      | 110.0  | 山岳                        | バルト・デ・クレルク       | ピーター・ウェーニング     | アレサンドロ・ペタッキ   | バルト・デ・クレルク     | ステヴェン・クリュイスウェイク |
| 8    | 5/14 | サプリ － トロペーア                                | 217.0  | 平坦                        | オスカル・ガット           | ピーター・ウェーニング     | アレサンドロ・ペタッキ   | バルト・デ・クレルク     | ステヴェン・クリュイスウェイク |
| 9    | 5/15 | メッシーナ － エトナ                                | 169.0  | 山岳                        | アルベルト・コンタドール   | アルベルト・コンタドール   | アルベルト・コンタドール | フィリッポ・サヴィーニ   | ロマン・クロイツィガー         |
|      | 5/16 | 休息日                                              | 休息日 | 休息日                      | 休息日                     | 休息日                     | 休息日                   | 休息日                   | 休息日                         |
| 10   | 5/17 | テルモリ － テーラモ                                | 159.0  | 平坦                        | マーク・カヴェンディッシュ | アルベルト・コンタドール   | アレサンドロ・ペタッキ   | フィリッポ・サヴィーニ   | ロマン・クロイツィガー         |
| 11   | 5/18 | トルトレート － カステルフィダルド                  | 142.0  | 中級山岳                    | ジョン・ガドレ             | アルベルト・コンタドール   | アレサンドロ・ペタッキ   | フィリッポ・サヴィーニ   | ロマン・クロイツィガー         |
| 12   | 5/19 | カステルフィダルド － ラヴェンナ                    | 184.0  | 平坦                        | マーク・カヴェンディッシュ | アルベルト・コンタドール   | アレサンドロ・ペタッキ   | フィリッポ・サヴィーニ   | ロマン・クロイツィガー         |
| 13   | 5/20 | スピリンベルゴ － グロースグロックナー山            | 167.0  | 山岳                        | ホセ・ルハノ               | アルベルト・コンタドール   | アルベルト・コンタドール | アルベルト・コンタドール | ロマン・クロイツィガー         |
| 14   | 5/21 | リエンツ － モンテ・ゾンコラン                      | 210.0  | 山岳                        | イゴル・アントン           | アルベルト・コンタドール   | アルベルト・コンタドール | アルベルト・コンタドール | ロマン・クロイツィガー         |
| 15   | 5/22 | コネリアーノ － ガルデッチア/ヴァル・ディ・ファッサ | 229.0  | 山岳                        | ミケル・ニエベ             | アルベルト・コンタドール   | アルベルト・コンタドール | ステファノ・ガルゼッリ   | ロマン・クロイツィガー         |
|      | 5/23 | 休息日                                              | 休息日 | 休息日                      | 休息日                     | 休息日                     | 休息日                   | 休息日                   | 休息日                         |
| 16   | 5/24 | ベッルーノ － ネヴェガル                            | 12.7   | 個人タイムトライアル 山岳   | アルベルト・コンタドール   | アルベルト・コンタドール   | アルベルト・コンタドール | ステファノ・ガルゼッリ   | ロマン・クロイツィガー         |
| 17   | 5/25 | フェルトレ － ティラーノ                            | 230.0  | 山岳                        | ディエゴ・ウリッシ         | アルベルト・コンタドール   | アルベルト・コンタドール | ステファノ・ガルゼッリ   | ロマン・クロイツィガー         |
| 18   | 5/26 | モルベーニョ － サン・ペッレグリーノ・テルメ        | 151.0  | 中級山岳                    | エロス・カペッキ           | アルベルト・コンタドール   | アルベルト・コンタドール | ステファノ・ガルゼッリ   | ロマン・クロイツィガー         |
| 19   | 5/27 | ベルガモ － マクニャーガ                            | 209.0  | 山岳                        | パオロ・ティラロンゴ       | アルベルト・コンタドール   | アルベルト・コンタドール | ステファノ・ガルゼッリ   | ロマン・クロイツィガー         |
| 20   | 5/28 | ヴェルバーニア － セストリエーレ                    | 242.0  | 山岳                        | ヴァシル・キリエンカ       | アルベルト・コンタドール   | アルベルト・コンタドール | ステファノ・ガルゼッリ   | ロマン・クロイツィガー         |
| 21   | 5/29 | ミラノ                                              | 31.5   | 個人タイムトライアル 平坦   | デヴィッド・ミラー         | アルベルト・コンタドール   | アルベルト・コンタドール | ステファノ・ガルゼッリ   | ロマン・クロイツィガー         |

## 結果

### 総合成績
マリア・ローザ
| 順位     | 選手名                         | 国籍       | チーム                            | 時間           |
| -------- | ------------------------------ | ---------- | --------------------------------- | -------------- |
| 順位剥奪 | アルベルト・コンタドール       | スペイン   | チーム・サクソバンク - サンガード | 84時間05分14秒 |
| 1        | ミケーレ・スカルポーニ         | イタリア   | ランプレ・ISD                     | +6分10秒       |
| 2        | ヴィンチェンツォ・ニバリ       | イタリア   | リクイガス・キャノンデール        | +6分56秒       |
| 3        | ジョン・ガドレ                 | フランス   | AG2R・ラ・モンディアル            | +10分04秒      |
| 4        | ホアキン・ロドリゲス           | スペイン   | チーム・カチューシャ              | +11分05秒      |
| 5        | ロマン・クロイツィガー         | チェコ     | アスタナ・チーム                  | +11分28秒      |
| 6        | ホセ・ルハノ                   | ベネズエラ | アンドローニ・ジョカットーリ      | +12分12秒      |
| 7        | デニス・メンショフ             | ロシア     | ジェオックス・TMC                 | +12分18秒      |
| 8        | ステーヴェン・クロイスヴェイク | オランダ   | ラボバンク                        | +13分51秒      |
| 9        | カンスタンツィン・シウツォウ   | ベラルーシ | チーム・HTC - ハイロード          | +14分10秒      |
| 10       | ミケル・ニエベ                 | スペイン   | エウスカルテル・エウスカディ      | +16分08秒      |
| 11       | ユベール・デュポン             | フランス   | AG2R・ラ・モンディアル            | +18分06秒      |
| 12       | ダリオ・カタルド               | イタリア   | クイックステップ                  | +18分23秒      |
| 13       | ダビ・アロヨ                   | スペイン   | チーム・モビスター                | +26分56秒      |
| 14       | クリストフ・ル・メヴェル       | フランス   | ガーミン・サーヴェロ              | +32分08秒      |
| 15       | ヨハン・チョップ               | スイス     | BMC・レーシングチーム             | +35分20秒      |
| 16       | マッテオ・カッラーラ           | イタリア   | ヴァカンソレイユ・DCM             | +37分08秒      |
| 17       | イゴル・アントン               | スペイン   | エウスカルテル・エウスカディ      | +37分39秒      |
| 18       | パオロ・ティラロンゴ           | イタリア   | アスタナ・チーム                  | +38分21秒      |
| 19       | ティアゴ・マシャド             | ポルトガル | チーム・レディオシャック          | +39分59秒      |
| 66       | 別府史之                       | 日本       | チーム・レディオシャック          | +2時間25分06秒 |

### ポイント賞
マリア・ロッサ
| 順位     | 選手名                   | 国籍       | チーム                            | ポイント |
| -------- | ------------------------ | ---------- | --------------------------------- | -------- |
| 順位剥奪 | アルベルト・コンタドール | スペイン   | チーム・サクソバンク - サンガード | 202      |
| 1        | ミケーレ・スカルポーニ   | イタリア   | ランプレ・ISD                     | 122      |
| 2        | ヴィンチェンツォ・ニバリ | イタリア   | リクイガス・キャノンデール        | 121      |
| 3        | ホセ・ルハノ             | ベネズエラ | アンドローニ・ジョカットーリ      | 107      |
| 4        | ジョン・ガドレ           | フランス   | AG2R・ラ・モンディアル            | 97       |
| 5        | ホアキン・ロドリゲス     | スペイン   | チーム・カチューシャ              | 87       |
| 6        | ロマン・クロイツィガー   | チェコ     | アスタナ・チーム                  | 85       |
| 7        | ステファノ・ガルゼッリ   | イタリア   | アクア & サポーネ                 | 81       |
| 8        | ロベルト・フェッラーリ   | イタリア   | アンドローニ・ジョカットーリ      | 70       |
| 9        | パブロ・ラストラス       | スペイン   | チーム・モビスター                | 66       |
| 62       | 別府史之                 | 日本       | チーム・レディオシャック          | 8        |

### 山岳賞
マリア・ヴェルデ
| 順位     | 選手名                   | 国籍       | チーム                            | ポイント |
| -------- | ------------------------ | ---------- | --------------------------------- | -------- |
| 1        | ステファノ・ガルゼッリ   | イタリア   | アクア & サポーネ                 | 67       |
| 順位剥奪 | アルベルト・コンタドール | スペイン   | チーム・サクソバンク - サンガード | 58       |
| 2        | ホセ・ルハノ             | ベネズエラ | アンドローニ・ジョカットーリ      | 43       |
| 3        | ミケル・ニエベ           | スペイン   | エウスカルテル・エウスカディ      | 39       |
| 4        | ジャンルカ・ブランビッラ | イタリア   | コルナゴ - CSF・イノックス        | 29       |
| 5        | ヴァシル・キリエンカ     | ベラルーシ | チーム・モビスター                | 24       |
| 6        | エマヌエーレ・セッラ     | イタリア   | アンドローニ・ジョカットーリ      | 23       |
| 7        | ミケーレ・スカルポーニ   | イタリア   | ランプレ・ISD                     | 23       |
| 8        | ヴィンチェンツォ・ニバリ | イタリア   | リクイガス・キャノンデール        | 22       |
| 9        | ジョニー・ホーヘルラント | オランダ   | ヴァカンソレイユ・DCM             | 21       |
| 43       | 別府史之                 | 日本       | チーム・レディオシャック          | 3        |

### 新人賞
マリア・ビアンカ
| 順位 | 選手名                         | 国籍           | チーム                 | 時間           |
| ---- | ------------------------------ | -------------- | ---------------------- | -------------- |
| 1    | ロマン・クロイツィガー         | チェコ         | アスタナ・チーム       | 84時間16分42秒 |
| 2    | ステヴェン・クリュイスウェイク | オランダ       | ラボバンク             | +2分23秒       |
| 3    | ピーター・スティーティナ       | アメリカ合衆国 | ガーミン・サーヴェロ   | +38分41秒      |
| 4    | ヤン・バケランツ               | ベルギー       | オメガファーマ・ロット | +43分39秒      |
| 5    | バルト・デ・クレルク           | ベルギー       | オメガファーマ・ロット | +52分57秒      |
| 6    | カイエタノ・サルミネント       | スペイン       | アクア & サポーネ      | +1時間06分01秒 |
| 7    | マルセル・ウィス               | スイス         | ジェオックス・TMC      | +1時間07分16秒 |
| 8    | ディエゴ・ウリッシ             | イタリア       | ランプレ・ISD          | +1時間20分14秒 |
| 9    | ロベルト・キセルロヴスキ       | クロアチア     | アスタナ・チーム       | +1時間22分10秒 |
| 10   | ケヴィン・セールドラーイエルス | ベルギー       | クイックステップ       | +1時間42分22秒 |

### チーム時間賞
| 順位 | チーム名                          | 国籍         | 時間            |
| ---- | --------------------------------- | ------------ | --------------- |
| 1    | アスタナ・チーム                  | カザフスタン | 252時間44分52秒 |
| 2    | チーム・モビスター                | スペイン     | +10分00秒       |
| 3    | AG2R・ラ・モンディアル            | フランス     | +11分23秒       |
| 4    | チーム・カチューシャ              | ロシア       | +24分46秒       |
| 5    | ジェオックス・TMC                 | スペイン     | +38分41秒       |
| 6    | チーム・サクソバンク - サンガード | デンマーク   | +45分23秒       |
| 7    | オメガファーマ・ロット            | ベルギー     | +1時間07分35秒  |
| 8    | アクア & サポーネ                 | イタリア     | +1時間07分57秒  |
| 9    | エウスカルテル・エウスカディ      | スペイン     | +1時間20分35秒  |
| 10   | ランプレ・ISD                     | イタリア     | +1時間24分01秒  |

### その他の賞
- TV賞　ヤン・バケランツ - 26ポイント（ ベルギー、オメガファーマ・ロット）
- アッズッリ・ディターリア　アルベルト・コンタドール - 18ポイント（ スペイン、チーム・サクソバンク - サンガード）
- プレミオ・デッラ・フーガ　ヤロスラフ・ポポヴィッチ - 354ポイント（ ウクライナ、チーム・レディオシャック）
- プレミオ・コンバッティヴィタ　アルベルト・コンタドール - 58ポイント（ スペイン、チーム・サクソバンク - サンガード）
- スーパーチーム　ランプレ・ISD - 338ポイント
- プレミオ・フェア・プレイ　リクイガス・キャノンデール - 0ポイント